# Лишаване от права
Лишаването от права е наказание, което се налага от съда за извършено престъпление. Може да бъде наложено както самостоятелно, така и заедно с друго наказание (допълнително, кумулативно). Сроковете на наказанието се определят от съда в рамките на предвидените от Наказателния кодекс. Когато се налага с друго наказание, различно от лишаване от свободасе постановява за определен срок до три години в пределите, установени в особената част на Наказателния кодекс. Когато лишаването от такова право се налага заедно с наказание лишаване от свобода, неговият срок може да надминава срока на последното най-много с три години, освен ако в особената част на Наказателния кодекс е предвидено друго. Срокът на наказанието лишаване от права започва да тече от влизането на присъдата в сила, но осъденият не може да се ползва от правата, от които е лишен, преди да е изтърпял наказанието лишаване от свобода. Срокът на лишаването от права се намалява с толкова време, с колкото е намален срокът на лишаването от свобода поради помилване, работа или приспадане на предварителното задържане. Осъденият на доживотен затвор без замяна се лишава от указаните в присъдата права завинаги.

### Видове
1. Лишаване от право да се заема определена държавна или обществена длъжност;
2. Лишаване от право да се упражнява определена професия или дейност;
3. Лишаване от право на получени ордени, почетни звания и отличия и лишаване от военно звание.

Наказанията лишаване от право да се заема определена държавна или обществена длъжност и лишаване от право да се упражнява определена професия или дейност се налагат в предвидените от закона случаи, ако заемането на съответната длъжност или упражняването на съответната професия или дейност е несъвместимо с характера на извършеното престъпление. Например, за престъпления по служба, свързани с неизпълнение на служебни задължения или превишаване на властта, съдът може да наложи като допълнително наказание лишаване от право да се заема дадената длъжност за определен срок от време, за престъпления по транспорта, свързани с управление на моторно превозно средство след употреба на алкохол, съдът задължително налага допълнително наказание лишаване от право да се извършва определената дейност – управление на МПС.
Наказанията лишаване от право на получени ордени, почетни звания и отличия и лишаване от военно звание могат да бъдат наложени само при осъждане за тежки престъпления.

### Заличаване
След изтичане на срока осъденият може отново да упражнява правата, от които е бил лишен с присъдата. Това не се отнася до правата на получени ордени, почетни звания и отличия и лишаване от военно звание, които могат да бъдат придобити отново само по установения за това ред. Лишаването от права се заличава за в бъдеще и при реабилитация.